# Expressinho FC
Expressinho FC is een Braziliaanse voetbalclub uit São Luís in de staat Maranhão. 

## Geschiedenis
De club werd opgericht in 1975. Ze speelden vanaf 1980 geregeld in de hoogste klasse van de staatscompetitie, maar waren daar slechts een middenmoter. In 2002 degradeerde de club en in 2005 werden ze ontbonden. In 2012 keerde de club terug naar de competitie en twee jaar later werden ze kampioen van de tweede klasse en promoveerden zo terug naar de hoogste klasse. In 2015 eindigde de club laatste.